# Elise Kellond-Knight
Elise Kellond-Knight (født 10. august 1990) er en kvindelig australsk fodboldspiller, der spiller midtbane for Hammarby i Damallsvenskan og Australiens kvindefodboldlandshold.
Hun har tidligere spillet for Brisbane Roar og Melbourne City i den australske W-League og amerikanske Seattle Reign FC og Washington Spirit i National Women's Soccer League (NWSL), tyske 1. FFC Turbine Potsdam i Frauen-Bundesliga og svenske Kristianstads DFF og selvsamme Hammarby i Damallsvenskan. Hun spillede ligeledes også i den danske topklub Fortuna Hjørring i fra 2011 til 2012, på et lejeophold.
Den 9. oktober 2018, spillede hun hendes nummer 100 landskamp for Australien, i en venskabskamp mod England.
Hun deltog under VM 2011 i Tyskland og VM 2015 i Canada, hvor hun var til at finde på turneringens All-Star hold begge gange.